# Buick

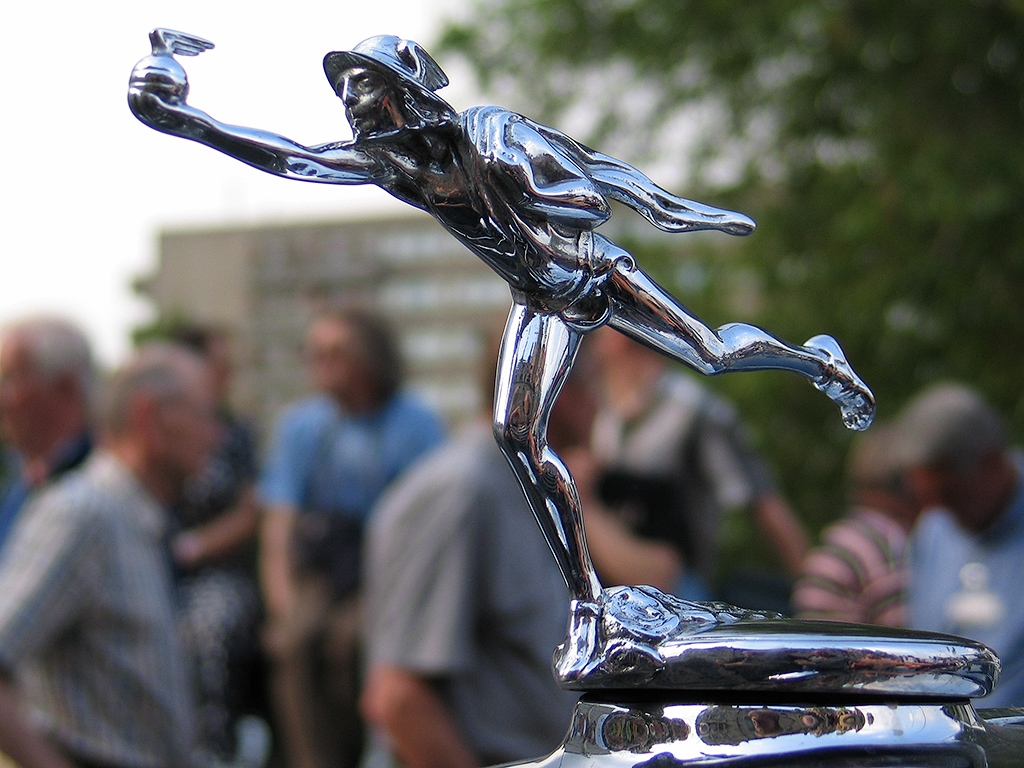
Il bouchon de radiateur della Buick negli anni trenta

Buick Motor Company ('bjuːɪk) è una casa automobilistica statunitense fondata da David Dunbar Buick nel 1903 a Flint (USA) ed ora facente parte del gruppo General Motors.

## Storia
I primi due veicoli della Buick furono costruiti nel 1899 e nel 1900 presso la "Buick Auto-Vim and Power Company" dal capo ingegnere Walter Marr, ma il proprietario dell'azienda David Dunbar Buick era riluttante a iniziare a produrre automobili, essendo soddisfatto della produzione di motori stazionari e marini, così Marr lasciò Buick nel 1901 per fondare la propria compagnia automobilistica sotto il suo nome. Il suo sostituto fu Eugene Richard, che nel 1902 fece domanda di brevetto, ottenuto nel 1904 a suo nome, per conto della Buick, del motore di Marr a valvole in testa. Nel 1903 fu prodotta la terza Buick, questa volta da Richard, ma nel 1904 Buick, la cui compagnia era ora chiamata "Buick Motor Company", si trasferì da Detroit a Flint e Marr fu riassunto a Flint come ingegnere capo per iniziare la produzione in serie di automobili.
Dopo la fondazione della Buick Motor Company nel 1904 la casa venne acquisita da James H. Whiting e affidata alle cure di William C. Durant per la sua gestione. In breve tempo la Buick divenne la più grossa fabbricante di automobili degli Stati Uniti e Durant riuscì ad acquisire vari altri marchi presenti sul mercato, creando un grande agglomerato industriale a cui diede il nome di General Motors.
Se nei primi tempi le aziende del gruppo si facevano concorrenza l'un l'altra, la gestione di Durant pose fine a questo stato di cose assegnando ad ogni marchio una fetta specifica di mercato. La Buick fu designata a produrre vetture di alta gamma, il secondo marchio più lussuoso dell'intero gruppo, secondo solo alla Cadillac; questa posizione è rimasta invariata sino ad oggi.

## Modelli storici
Il primo modello prodotto fu un due cilindri contrapposti con testa a L che non ebbe successo, così come il secondo, una Double Phaeton con motore a valvole in testa. Subentrarono quindi nuovi modelli a sei cilindri da 3.100 e 5.400 cm³, e nel 1931 arrivarono pure motori a otto cilindri.

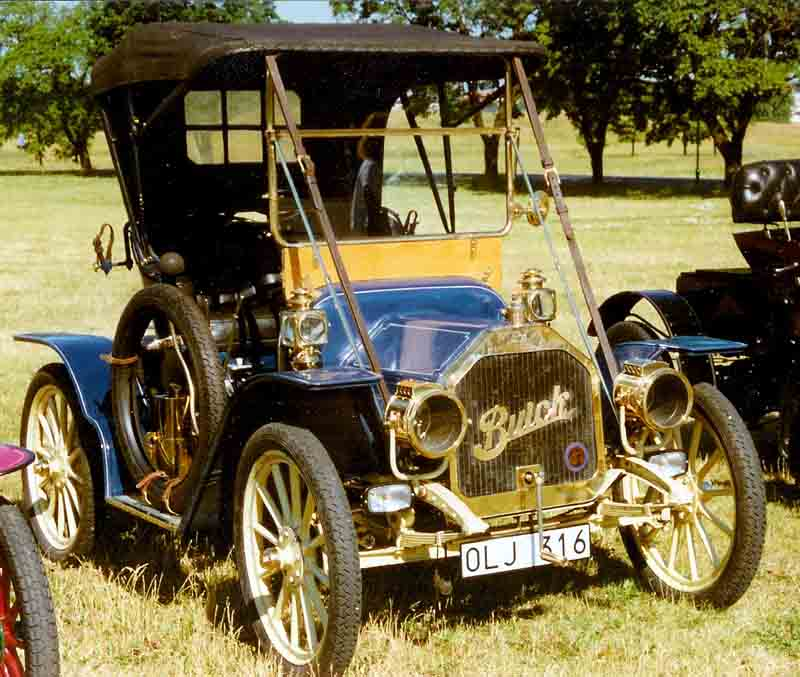
Buick Model 14 del 1910

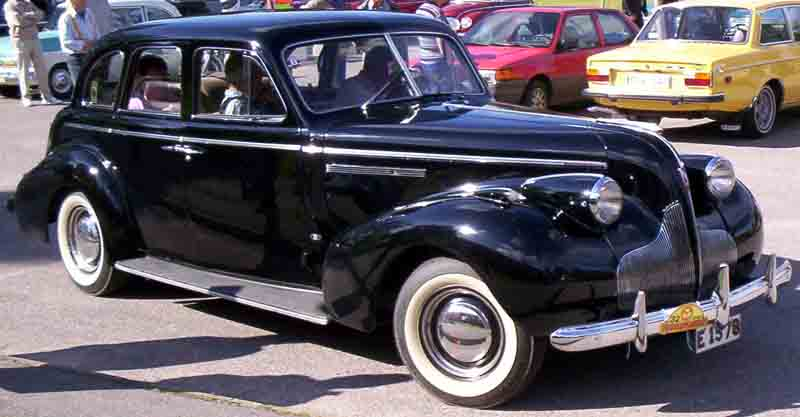
Buick Century del 1939

Dopo la crisi del 1929 che interessò la casa per i primi anni trenta, ci fu una netta ripresa con l'entrata in produzione delle vetture Special, Century, Roadmaster, Limited e Super. Dopo l'interruzione per il conflitto mondiale la casa presentò nel 1948 la prima auto statunitense con cambio automatico e convertitore di coppia.
Un passo significativo avvenne con l'introduzione del nuovo marchio nel 1959 con le LeSabre, Invicta e Electra, uniche tre serie in produzione, richiamate dal Trishield, emblema rappresentante tre stemmi della famiglia Buick leggermente sovrapposti tra loro e attraversati da una linea in diagonale. Un altro tratto distintivo nel design delle Buick di quegli anni è la presenza, nella carrozzeria al di sopra delle ruote anteriori, di una serie di feritoie chiamate Portholes; il fatto che le stesse fossero in numero di tre o quattro per diverso tempo vennero considerate un segno della classe di appartenenza della vettura, il numero più alto si riferiva al modello di classe maggiore.
Il marchio Buick è stato utilizzato perlopiù per i mercati del Nordamerica con uniche eccezioni per la Cina (ove vengono costruite su licenza) e Israele.

## Modelli principali
- Buick Apollo (1973 - 1975)

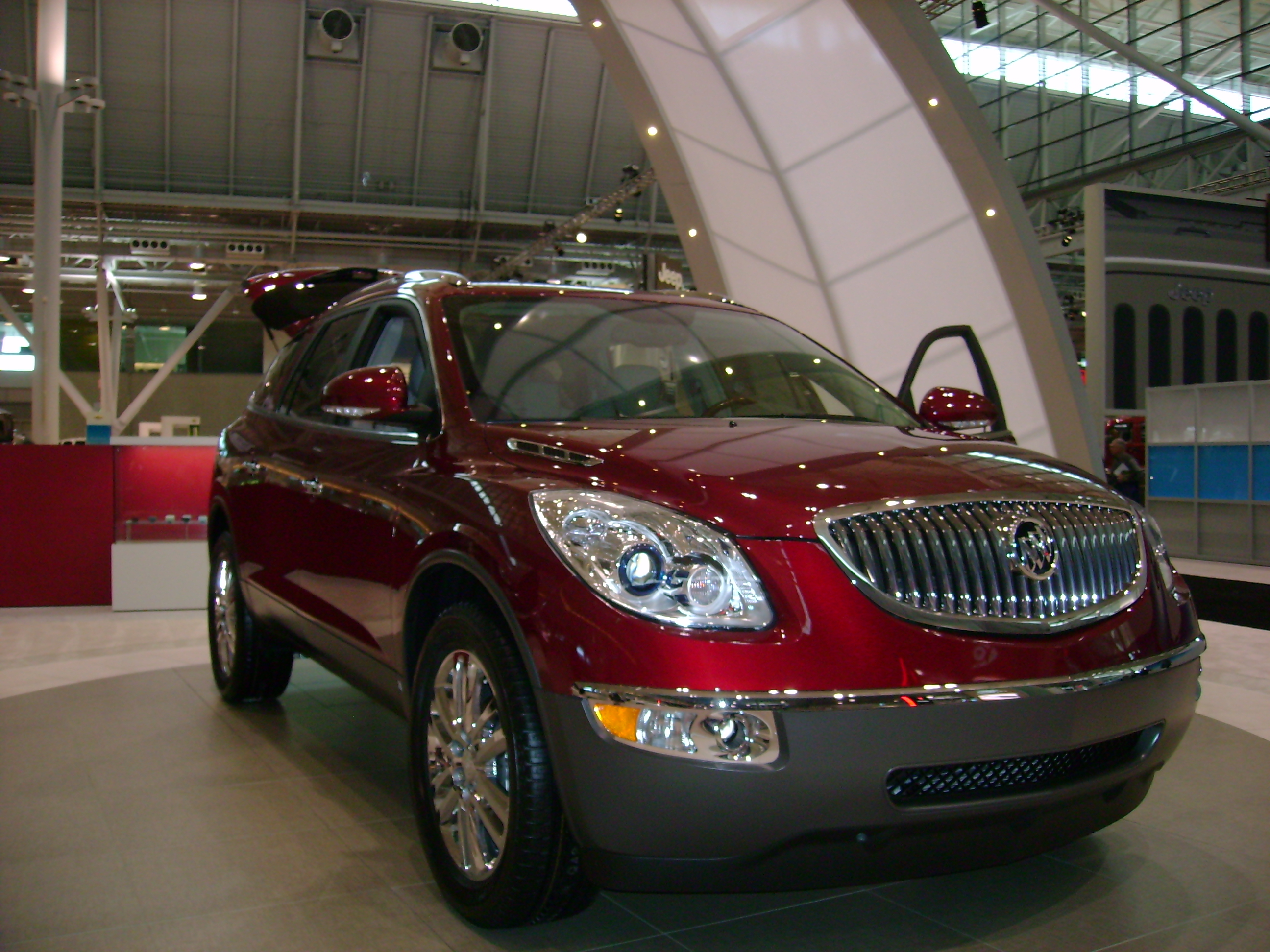
Una Buick Enclave

- Buick Allure (2005 — in produzione)
- Buick Centurion (1971 — 1973)
- Buick Century (1936 — 1942, 1954 — 1958, 1973 — 2005)
- Buick Electra (1959 - 1990)
- Buick Enclave (2008 - in produzione)
- Buick Encore (2012 - in produzione)
- Buick Envision (2014 - in produzione)
- Buick Estate Wagon (1940, 1946- 1964, 1970 — 1996)
- Buick Excelle (2003 — ancora in produzione)
- Buick G-series (1999 — 2003)
- Buick GL8 (2000 — ancora in produzione)
- Buick Gran Sport (1968 — 1972)
- Buick GSX (1970 — 1971)
- Buick HRV (2004 — ancora in produzione)
- Buick Invicta (1959 — 1964)
- Buick LaCrosse (2005 - in produzione)
- Buick LeSabre (1959 — 2005)
- Buick Limited (1936 — 1942, 1958)
- Buick Lucerne (2006 — 2011)
- Buick Luxus (1973 — 1974)
- Buick Park Avenue (1991 — 2005)
- Buick Rainier (2004 — 2007)
- Buick Reatta (1988 — 1991)
- Buick Regal (1973 — ancora in produzione)
- Buick Rendezvous (2002 — 2007)
- Buick Riviera (1963 — 1999)
- Buick Roadmaster (1936 — 1958, 1991 — 1996)
- Buick Royaum (2005 — ancora in produzione)
- Buick Sail — (2000 — 2005)
- Buick Skyhawk (1975 — 1980, 1982 — 1989)
- Buick Skylark (1953 — 1954, 1961 — 1972, 1975 — 1998)
- Buick Somerset (1985 — 1987)
- Buick Special (1936 — 1958, 1961 — 1969)
- Buick Sport Wagon (1964 — 1972)
- Buick Super (1940 — 1958)
- Buick Terraza (2005 — 2007)
- Buick Verano (2011 — 2017)
- Buick Wildcat (1963 — 1970)

### Concept car
- Buick Y-Job (1938)
- 1951 Buick LeSabre (1951)
- Buick XP-300 (1951)
- Buick Wildcat I (1953)
- Buick Wildcat II (1954)
- Buick Wildcat III (1955)
- 1956 Buick Centurion (1956)
- Buick Riviera Silver Arrow I (1963)
- Buick Questor (1983)
- 1985 Buick Wildcat (1985)
- 1988 Buick Lucerne (1988)
- Buick Bolero (1990)
- Buick Sceptre (1992)
- Buick XP2000 (1996)
- Buick Signia (1998)
- Buick Cielo (1999)
- 2000 Buick LaCrosse (2000)
- Buick Blackhawk (2000)
- Buick Bengal (2001)
- Buick Centieme (2003)
- Buick Velite (2004)
- Buick Avenir (2015)